# Tom Høgli
 (novembre 2013).
Si vous disposez d'ouvrages ou d'articles de référence ou si vous connaissez des sites web de qualité traitant du thème abordé ici, merci de compléter l'article en donnant les références utiles à sa vérifiabilité et en les liant à la section « Notes et références ».
Tom Høgli est un footballeur norvégien, né le 24 février 1984 à Harstad en Norvège. Il évolue comme arrière droit.

## Sélection nationale
- Norvège : 49 sélections / 2 buts

Tom Høgli compte vingt-trois sélections depuis 2008, dont vingt-deux en tant que titulaire.
Il obtient sa première sélection le 20 août 2008 en match amical à Oslo contre l'Irlande, les deux équipes se quittant sur un résultat nul (1-1).

## Palmarès
- Coupe du Danemark : 2015 et 2017
- Championnat du Danemark : 2016 et 2017
- Champion de la VIVA World Cup 2006